# Thilmanus longipennis
Thilmanus longipennis is een keversoort uit de familie kasteelkevers (Omalisidae). De wetenschappelijke naam van de soort werd in 1912 gepubliceerd door Maurice Pic.